# می بیتی
می بیتی (انگلیسی: May Beatty؛ ‏ ۴ ژوئن ۱۸۸۰ – ۱ آوریل ۱۹۴۵) بازیگر اهل نیوزیلند بود.
از فیلم‌هایی که وی در آن نقش داشته‌است، می‌توان به گروه موسیقی وارد می‌شود، زنان، بکی شارپ، غرور و تعصب، ماجراهای شرلوک هولمز، کمیل، داستان دو شهر، اگر پادشاه بودم، اتحادیه اقیانوس آرام، پسرم، پسرم!، لویدز لندن و در لباسی خیره‌کننده اشاره کرد.